# نیکلاس رناواند
 نیکلاس رناواند (انگلیسی: Nicolas Renavand؛ زادهٔ ۲۵ ژوئن ۱۹۸۲) یک تنیس‌باز اهل فرانسه است. 